# قائمة البنوك في قطر
هذه قائمة البنوك في قطر

## البنوك الرئيسية
- مصرف قطر الإسلامي[1]
- بنك قطر الدولي الإسلامي
- مصرف الريان
- بنك قطر الوطني
- البنك التجاري القطري[2]
- بنك الدوحه
- بنك بروة
- البنك الأهلي
- بنك قطر الدولي
- بنك قطر للتنمية
- البنك العربي
- البنك الخليجي
- البنك البريطاني
- بنك المشرق
- يونايتد بنك المحدود
- بنك صادرات إيران